# Блик, Рене
Рене Блик (1 мая 1910 — 3 мая 1945) — бельгийский поэт, антифашист, участник бельгийского движения Сопротивления во время Второй мировой войны.

## Биография
Изучал право в Брюссельском свободном университете. Во время учёбы увлёкся марксизмом. Стал участником левого студенческого движения. Стал членом комитета интеллектуалов-антифашистов, выступал за мир во всем мире.
Работал адвокатом в Брюссельском апелляционном суде. Публицист, прозаик и поэт.
Видный член Бельгийской коммунистической партии. После оккупации страны Германией сотрудничал с подпольной прессой, принимал участие в операциях по сопротивлению под немецкой оккупации.
22 июня 1941 года, в день вторжения Германии в СССР, был арестован гестапо и заключён до сентября 1941 года в Форт Бреендонк, затем переведен в концентрационный лагерь Нойенгамме на северо-западе Германии. Активно участвовал в движении сопротивления, которое существовало в этом концлагере, был связником с французскими заключенными, прибывшими в лагерь в 1944 году. Во время своего заключения в Нойенгамме тайно писал стихи на украденных клочках бумаги, которые он и его товарищи заучивали наизусть.
Во время эвакуации лагеря в конце войны, не желая оставить своих французских товарищей, погиб с ними на судне, перевозившем заключённых 3 мая 1945 года во время бомбардировки ВВС Британии в Любечской бухте (Балтийское море).

## Избранные произведения
- Poèmes pour Éliane (1931)
- L’Expédition vers la terre (1934)
- Brumes du monde, поэмы, (1931—1938)
- Poèmes : 1937—1944 (1954)